# Hippeastrum yungacense
Hippeastrum yungacense là một loài thực vật có hoa trong họ Amaryllidaceae. Loài này được (Cárdenas & I.S.Nelson) Meerow mô tả khoa học đầu tiên năm 1997.